# 한아름 (1988년)
한아름(본명: 윤지현, 1988년 3월 17일 ~ )은 대한민국의 가수이다.

## 학력
- 백제예술대학 실용음악과 졸업

## 음반
- 2008년 First Love
- 2010년 가니 가라
- 2015년 워워워